# Ковалевский, Антон Владимирович
Анто́н Влади́мирович Ковале́вский (укр. Анто́н Володи́мирович Ковале́вський; род. 9 марта 1985 года в Киеве) — украинский фигурист, выступавший в мужском одиночном катании, пятикратный чемпион Украины.

## Карьера
В 2001 году Антон выиграл чемпионат Украины среди юниоров, что позволило ему участвовать в чемпионате мира среди юниоров, где он стал 21-м.
В следующем году Ковалевский стал третьим уже на «взрослом» чемпионате страны, затем последовали две подряд серебряные медали и снова третье место в 2005 году. Всё это время Антон не участвует в чемпионатах Европы и мира, а пробует свои силы на международных соревнованиях исключительно на юниорском уровне и студенческом уровне. Наибольшим его достижением явилось седьмое место на чемпионате мира среди юниоров в 2003 году.
В 2006 году Ковалевский выигрывает национальное первенство и отправляется на чемпионат Европы, где становится шестнадцатым и получает право представлять страну на Олимпиаде в Турине. Там Антон стал 20-м. На последовавшем чемпионате мира — 16-й.
В следующем году Ковалевский снова получает «золото» чемпионата Украины, на чемпионате Европы становится 13-м, а на мировом первенстве только 24-м.
Большую часть сезона 2007—2008 Ковалевский был вынужден пропустить из-за травмы — на тренировке он столкнулся с другим фигуристом и сильно распорол ногу коньком. Ни в серии Гран-при, ни в чемпионатах Украины и Европы он не участвовал. К чемпионату мира восстановился и стал там 20-м.
Весной 2008 года Ковалевский вместе с другими действующими украинскими фигуристами (Ириной Мовчан, Татьяной Волосожар и Станиславом Морозовым) принял участие в шоу Евгения Плющенко «Золотой лёд Страдивари».
Всё это время Антон тренировался у Галины Кухар. Однако, летом 2008 года он сменил тренера и переехал в Германию к Михаэлю Хуту (тренирующему в числе прочих Каролину Костнер и Томаша Вернера).
В сезоне 2008—2009, Антон принял участие в Гран-при по фигурному катанию, выступал на этапах «Skate Canada» и «NHK Trophy», где стал 9-м и 11-м, соответственно. Третий раз в своей карьере он выиграл Чемпионат Украины. На чемпионате мира 2009 года занял лишь 22-е место, но этот результат оказался достаточным, чтобы завоевать для Украины одну путёвку в мужском одиночном катании на Олимпиаде в Ванкувере.
По окончании сезона 2010/11 А. Ковалевский завершил карьеру.

## Спортивные достижения

### Результаты после 2005 года
| Соревнования                         | 2005—2006 | 2006—2007 | 2007—2008 | 2008—2009 | 2009—2010 | 2010—2011 |
| ------------------------------------ | --------- | --------- | --------- | --------- | --------- | --------- |
| Зимние Олимпийские игры              | 20        |           |           |           | 24        |           |
| Чемпионаты мира                      | 16        | 24        | 20        | 22        | 16        | 16        |
| Чемпионаты Европы                    | 16        | 13        |           | 19        | 13        | 15        |
| Чемпионаты Украины                   | 1         | 1         |           | 1         | 1         | 1         |
| Этапы Гран-при: NHK Trophy           |           |           |           | 11        |           |           |
| Этапы Гран-при: Skate Canada         |           |           |           | 9         |           |           |
| Этапы Гран-при: Cup of Russia        |           | 9         |           |           |           | 12        |
| Этапы Гран-при: Trophee Eric Bompard | 10        |           |           |           |           | 8         |
| Турниры «Nebelhorn Trophy»           |           |           |           | 5         | 12        |           |
| Мемориал Ондрея Непелы               |           |           |           |           |           | 3         |
| Турниры «Finlandia Trophy»           |           |           | WD        |           |           |           |
| Золотой конёк Загреба                |           |           |           |           | 8         | 3         |
| Ice Challenge                        |           |           |           |           | 2         |           |
| Crystal Skate                        | 6         |           |           |           |           |           |
| Skate Israel                         | 4         |           |           |           |           |           |

- WD = снялся с соревнований

### Результаты до 2005 года
| Соревнования                       | 1999—2000 | 2000—2001 | 2001—2002 | 2002—2003 | 2003—2004 | 2005—2006 |
| ---------------------------------- | --------- | --------- | --------- | --------- | --------- | --------- |
| Чемпионаты мира среди юниоров      |           | 21        | 13        | 7         | 18        |           |
| Чемпионаты Украины                 | 6         | 1J.       | 3         | 2         | 2         | 3         |
| Этапы Гран-при: Cup of Russia      |           |           |           |           |           | 9         |
| Crystal Skate                      |           |           |           |           | 1         |           |
| Турниры «Золотой конёк Загреба»    |           |           |           |           |           | 3         |
| Skate Israel                       |           |           |           |           | 5         |           |
| Зимнии Универсиады                 |           |           |           | 5         |           | 14        |
| Юниорские этапы Гран-при, Болгария |           |           |           |           | 7         |           |
| Юниорские этапы Гран-при, Чехия    |           |           | 7         |           | 9         |           |
| Юниорские этапы Гран-при, Германия |           |           |           | 4         |           |           |
| Юниорские этапы Гран-при, Франция  |           |           |           | 4         |           |           |
| Юниорские этапы Гран-при, Польша   |           |           | 5         |           |           |           |

- J = юниорский уровень